# Calling (Flow)
Calling è un brano musicale del gruppo musicale giapponese Flow, pubblicato come loro diciannovesimo singolo il 12 maggio 2010, ed incluso nell'album Microcosm. Il singolo ha raggiunto la ventunesima posizione della classifica Oricon dei singoli più venduti in Giappone, vendendo 7 160 copie. Il brano è stato utilizzato come sigla finale dell'anime Heroman.

## Tracce
CD Singolo KSCL-1587
1. CALLING
2. FREEDOM
3. Around the world -Shin Seikatsu Ouen Mix-
4. CALLING -HEROMAN Ending Mix-
5. CALLING -Instrumental-

## Classifiche
| Classifica (2010) | Posizione più alta |
| ----------------- | ------------------ |
| Giappone (Oricon) | 21                 |